# Clitos el Negre
Clitos (en grec antic: Κλεῖτος, llatí: Cleitus) fou un general macedoni del segle iv aC. És anomenat habitualment el Negre (Μέλας, Melas) per distingir-lo de Clitos el Blanc, contemporani seu. Era fill de Dròpides, i germà de Lanice o Hel·lànice, la dida d'Alexandre el Gran.
Va salvar la vida d'Alexandre a la batalla del Granic, l'any 334 aC, després de tallar amb un cop d'espasa el braç d'Espitridrates, que es disposava a matar el rei. A la batalla d'Arbela, el 331 aC, va dirigir la cavalleria de l'ala dreta. L'any 330 aC, quan la guàrdia personal es van separar en dues divisions, es va creure convenient no donar el comandament a una sola persona i es van nomenar dos generals: Hefestió i Clitos.
El 328 aC Artabazos II va renunciar a la seva satrapia de Bactriana, i Alexandre la va donar a Clitos. El vespre del dia que havia de marxar per la presa de possessió, Alexandre celebrava un festival a Maracanda (Sogdiana) en honor dels Dioscurs, encara que el dia havia estat designat per honorar a Dionís, i al banquet va esclatar una disputa entre Clitos i Alexandre, on Clitos va dir que Alexandre era inferior al seu pare Filip, i que es menyspreaven les gestes de gent com ell en favor de persones més joves. Induït pel vi, va utilitzar un llenguatge insolent i va citar Eurípides, en un passatge on diu que els soldats guanyaven les batalles amb el seu esforç i els generals n'obtenien el mèrit de la victòria. Alexandre, amb ràbia, es va abalançar cap a ell, però els seus amics el van retenir i van obligar a Clitos a sortir de l'habitació. Quan els amics van amollar Alexandre, ell va agafar una llança i va anar corrent fins a la porta, on es va trobar Clitos, que també tornava amb la mateixa ira, i Clitos va caure mort. travessat per l'arma. Alexandre se'n va penedir, i els endevins, per consolar-lo, van declarar que la seva ira havia estat causada per la ira de Dionís, perquè havia negligit la seva festa. D'aquest fet en parlen molts autors, entre els quals Diodor de Sicília, Plutarc, Flavi Arrià, i Quint Curci Rufus.